# Карлос Лакосте
Ка́рлос Альбе́рто Лако́сте (ісп. Carlos Alberto Lacoste, *2 лютого 1929 — †24 червня 2004) — аргентинський військовик, віце-адмірал. Фактичний правитель Аргентини у 1981 році.

## Коротка біографія
Окрім військово-морської кар'єри, Лакосте був відповідальним за організацію Чемпіонату світу з футболу 1978 року, що мав пройти в Аргентині.
У грудні 1981 року в результаті перевороту було скинуто уряд генерала Віоли. Лакосте став де-факто президентом Аргентини (11 — 22 грудня 1981) в межах правління військової диктатури.
На посту глави держави його замінив Леопольдо Фортунато Галтьєрі.
Після падіння військового уряду він зберіг свої зв'язки з футбольними асоціаціями, ставши представником Південної Америки у FIFA, а у 1986 році його було призначено керівником аргентинської футбольної федерації на кубку світу в Мексиці.
Помер у 2004 році.